# Războiul Gotic (535-554)
Războiul Gotic reprezintă campania o militară purtată între anii 535 - 554 de către Imperiul Roman de Răsărit (și de Iustinian I cel Mare) împotriva Regatului ostrogoților din Italia, având ca scop recucerirea Italiei, Dalmației, Sardiniei, Siciliei și Corsicii. Acesta este, în mod obișnuit, împărțit în două etape. Prima etapă a conflictului a avut loc între anii 535 - 540 și s-a încheiat prin cucerirea orașului Ravenna și recucerirea temporară a Italiei. A doua etapă, desfășurată în perioada 540/541 - 554, este marcată prin întărirea rezistenței ostrogoților sub conducerea regelui Totila la ocupația bizantină, fiind înfrântă după o luptă îndelungată de armata bizantină sub conducerea generalului Narses, care a respins, de asemenea, invazia francilor și alamanilor din anul 554. Mai multe orașe din nordul Italiei au continuat să opună rezistență campaniei de cucerire bizantină până în anul 560.